# Taylors Avenue

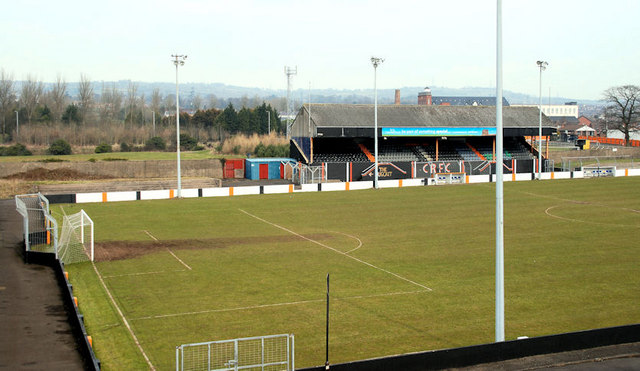
Boisko piłkarskie Taylor's Avenue, Carrickfergus, siedziba Carrick Rangers

Taylors Avenue – stadion piłkarski w Carrickfergus, w Irlandii Północnej, w Wielkiej Brytanii. Obiekt może pomieścić 5000 widzów. Swoje spotkania rozgrywa na nim drużyna Carrick Rangers.